# Вырвич, Варвара Петровна
Варвара Петровна Вырвич (1922, Речица — 1998), известная также как «Бандит Катя» — белорусская советская партизанка времён Великой Отечественной войны, командир партизанского отряда имени С. М. Будённого на оккупированной немцами территории Добрушского района Гомельской области Белорусской ССР.

## Биография
Уроженка города Речица (центр Речицкого района Гомельской области). Отец — Пётр Андреевич Вырвич. До войны поступила в Одесский политехнический институт и училась на инженера. После начала войны мобилизована в РККА как санитарный инструктор, участвовала в боях и неоднократно спасала раненых солдат. Однако после оккупации Белоруссии Варя обратилась к ЦК Белорусской ССР с просьбой забросить её в тыл врага, дабы помочь партизанскому движению. Просьбу девушки удовлетворили: Варю отправили в специальную школу, где она обучалась стрельбе из автоматического оружия (в том числе и из трофейного), освоила минно-подрывное дело. Весной 1943 года она была заброшена на территорию Добрушского и Ветковского районов с позывным «Катя».
«Катя» занимала пост помощника комиссара партизанской бригады по комсомольской работе и была секретарём Добрушского подпольного райкома комсомола. Той же весной она создала диверсионный отряд из комсомольцев, который скрывался в добрушских лесах у железной дороги Гомель-Брянск (основная база находилась в 100 км от железнодорожного полотна). Один из партизан предложил назвать отряд в честь С. М. Будённого, сказав, что диверсии отряда должны быть стремительными, как удар кавалерийской сабли и казачья атака. Все партизаны в отряде ездили на отбитых у немцев лошадях и действовали по привычной тактике: выйти из леса, совершить диверсию и скрыться в густой чаще. Первую атаку отряд провёл у железнодорожной станции Закопытье, когда партизан Илья Резников перевёз взрывчатку в телеге и заложил её под рельсы, подорвав состав. По воспоминаниям И. М. Гатальского, бывшего секретаря Добрушского подпольного райкома партии, Варя Вырвич была отчаянным и смелым человеком, но достаточно хладнокровным.
Варвара наладила систематическую связь с молодёжью в Добруше и других населённых пунктах района (в каждом из них у Вари были связные), участвовала во многочисленных операциях по минированию и подрыву вражеских эшелонов, а также доставке взрывчатки и продуктов питания партизанам. Деревенские подпольные организации успешно действовали под непосредственным руководством Варвары. За время действия отряда в его состав влилось достаточно комсомольцев: командирами групп «Катя» назначила Фёдора Кухарева и Фёдора Медина, ответственными за разведку назначила Анатолия Куликова и Валентину Брук, а за пропаганду — Наталью Малышеву. Конспиративная квартира отряда находилась в Новобелице. В деревне Злынка местный староста Севастьян Ипатович Справцев переоборудовал один из домов под склад оружия для партизан из отряда, местонахождение которого не выдал даже после многочисленных пыток и допросов немцами (Справцева с женой расстреляли в Гомеле).
Максимальная численность отряда достигала 150 человек. Отряд пустил 27 эшелонов под откос за время своего действия, совершил 85 подрывов рельсов, распространил огромное количество листовок. Высшим достижением отряда стало уничтожение склада боеприпасов в Ново-Белице: 4 тысячи артиллерийских снарядов, 3 тысячи противотанковых мин и 25 тысяч ручных гранат были уничтожены в одночасье. Тем не менее отряд действовал не без потерь: в немецком госпитале была арестована медсестра Елена Гребнёва, которая была из того же отряда, и после долгих пыток её казнили. За голову «бандита Кати», как называли Варю Вырвич, комендант Добруша обер-лейтенант Брокман обещал сумму в 3000 рейхсмарок, 5 пудов соли и земельный надел в 25 гектаров. Тем не менее раскрыть отряд и поймать Вырвич так никому и не удалось.
В послевоенные годы Варвара Петровна Вырвич возглавила Добрушский комитет комсомола и работала в групповом комитете управления газонефтедобывающего предприятия «Речица-нефть». Награждена орденом Красного Знамени, орденом Отечественной войны 2 степени и медалью «Партизану Отечественной войны».

## Награды и звания
- Орден Красного Знамени
- Орден Отечественной войны II степени
- Медаль «Партизану Отечественной войны»
- Медаль "За боевые заслуги"